# Liste der Einträge im National Register of Historic Places im Clay County (Alabama)
Die Liste der Registered Historic Places im Clay County in Alabama führt alle Bauwerke und historischen Stätten im Clay County auf, die in das National Register of Historic Places aufgenommen wurden.

## Aktuelle Einträge
| Lfd. Nr. | Name                   | Bild | Datum der Eintragung | Adresse/Lage           | Ort     | ID-Nr.   | Beschreibung |
| -------- | ---------------------- | ---- | -------------------- | ---------------------- | ------- | -------- | ------------ |
| 1        | Clay County Courthouse |      | 21. Nov. 1976        | Courthouse Sq.         | Ashland | 76000316 |              |
| 2        | Hugo Black House       |      | 9. Okt. 1973         | S. 2nd St., E. (AL 77) | Ashland | 73000334 |              |